# Auvermennekesloak

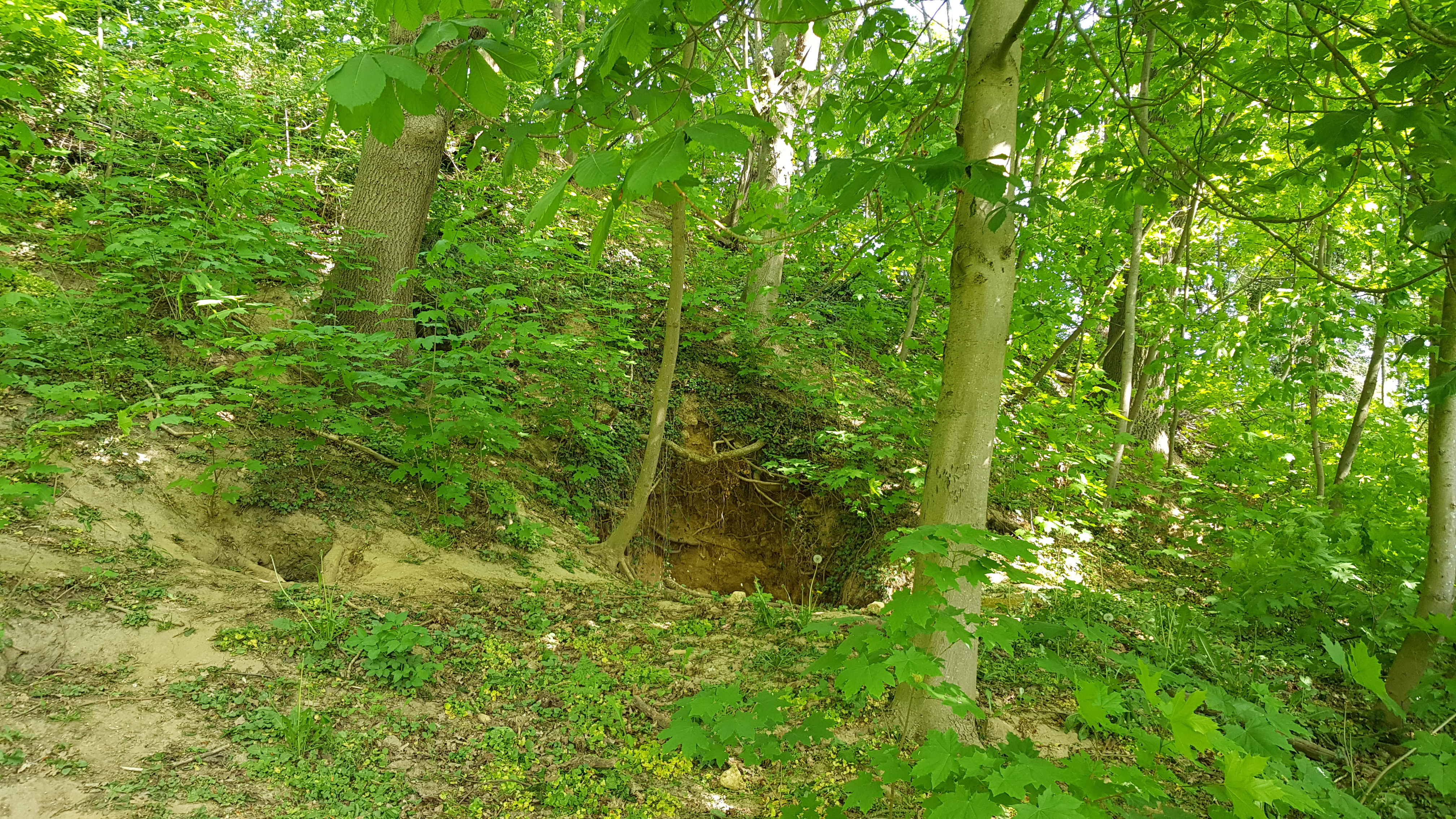
de westelijke van de twee ingangen in de steilrand

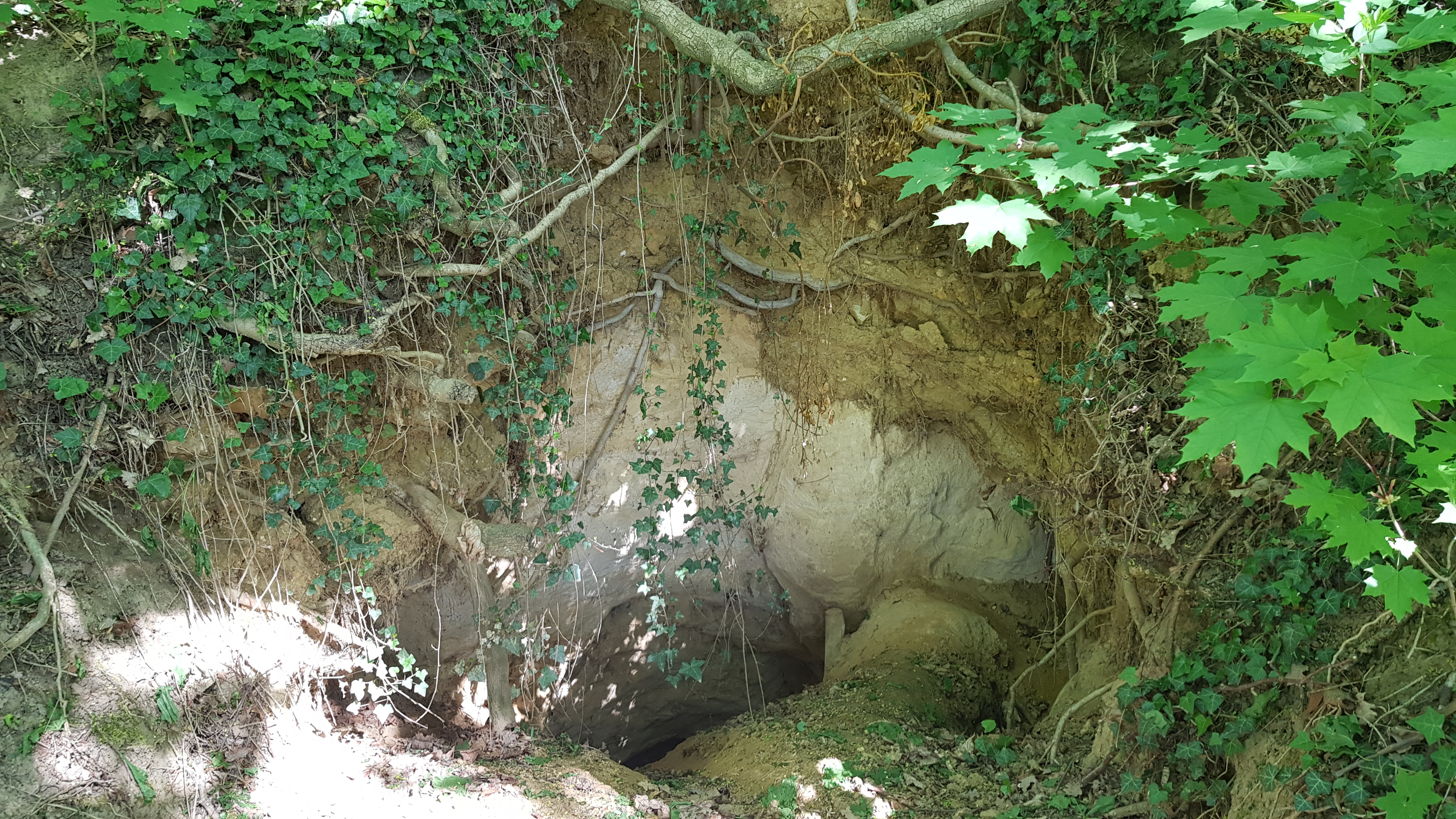
de volgelopen westelijke ingang

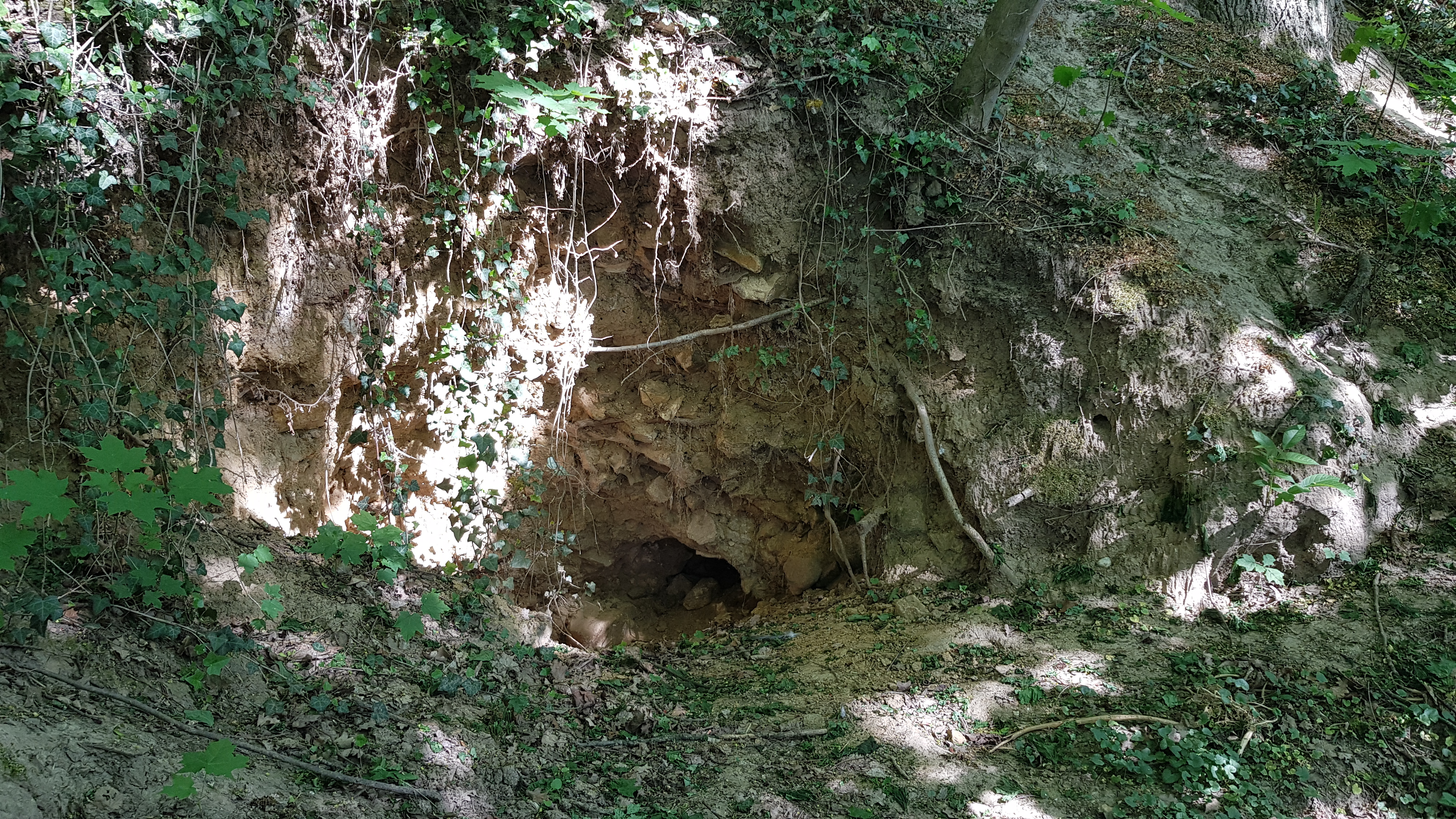
de volgelopen oostelijke ingang

De Auvermennekesloak, Aovermennekeslook of Havermennekeslook is een groeve in Nederlands Zuid-Limburg in de gemeente Voerendaal. De ondergrondse groeve ligt ten noorden van Craubeek in een steilrand aan de zuidoostelijke rand van het Centraal Plateau in de overgang naar het Ransdalerveld.
Naar het oosten ligt op ongeveer 520 meter de Groeve Sevensprong bij waterpompstation Craubeek, op ongeveer 550 meter naar het zuidoosten ligt de dagbouwgroeve Groeve Kaardenbeek en op ongeveer 250 meter naar het zuidoosten liggen de groeves Craubeekergroeve en Craoteloak.
Auvermenneke is Limburgs voor alvermanneke of aardmannetje, loak is Limburgs voor gat, wat samen zoiets maakt als aardmannetjesgat.

## Geschiedenis
De groeve is waarschijnlijk niet door blokbrekers ontgonnen, omdat de kwaliteit van de kalksteen uit de groeve te slecht was, waardoor ze niet gebruikt zou zijn voor de vervaardiging van bouwstenen, maar wel voor de productie van kalk waarmee boeren de akkers en velden konden bemergelen.
Op 1 april 1958 kreeg de groeve even nationale bekendheid doordat er met de media een 1 aprilgrap werd uitgehaald. Tijdens een persconferentie werd er uitleg gegeven over de ontdekking van "prehistorische grotten" waarin de textielfabrikant Fisser vondsten gedaan zou hebben. De journalisten gingen verkleed als mijnwerker de "grot" in en vonden daar een kist die ze naar buiten droegen. Buiten eenmaal opengemaakt had de steen het duidelijke opschrift "1 april".

## Groeve
De groeve heeft twee ingangen. De ingangen zijn door de jaren heen grotendeels volgelopen met grond.

## Geologie
In de bodem van Craubeek bevindt zich dicht bij het oppervlak een relatief dunne laag van de Kalksteen van Emael (Maastrichtse Kalksteen) en daaronder zit een dik pakket Kunrader kalksteen. Beide kalksteenpakketten behoren tot de Formatie van Maastricht. De groeve is aangelegd in het bovenste deel van de bodem en daarmee mogelijk in de Kalksteen van Emael.
Op ongeveer 250 meter naar het noordoosten ligt de Kunraderbreuk.